# Gare de Vaulry
Gare de Vaulry vasútállomás Franciaországban, Vaulry településen.

## Vasútvonalak
Az állomást az alábbi vasútvonalak érintik:
- Dorat-Limoges-Bénédictins-vasútvonal

## Kapcsolódó állomások
A vasútállomáshoz az alábbi állomások vannak a legközelebb:
- Gare de Bellac